# ماري لويز أميرة بلغاريا
ماريا لويز أميرة بلغاريا (بالبلغارية: Княгиня Мария Луиза Българска؛ ولدت في 13 يناير 1933، صوفيا) هي ابنة القيصر بوريس الثالث وتساريتسا إيوانا وتعتبر الشقيقة الكبرى لسيميون الثاني ملك بلغاريا. تسببت ممارستها المعمودية في الكنيسة الأرثوذكسية البلغارية جدل كثير في ذلك الوقت.